# جائزة هولندا الكبرى 1952
جائزة هولندا الكبرى 1952 هو سباق فورمولا 1 أقيم في حلبة بارك زانتفورت، هولندا. كان السابع من أصل 8 في بطولة العالم لسباقات الفورمولا واحد موسم 1952. حلّ الإيطالي البرتو اسكاري أولا بينما جاء الإيطالي جوزيبي فارينا في المركز الثاني.